# Calinaga funebris
Calinaga funebris är en fjärilsart som beskrevs av Charles Oberthür 1919. Calinaga funebris ingår i släktet Calinaga och familjen praktfjärilar. Inga underarter finns listade i Catalogue of Life.